# Regina Quintanilha

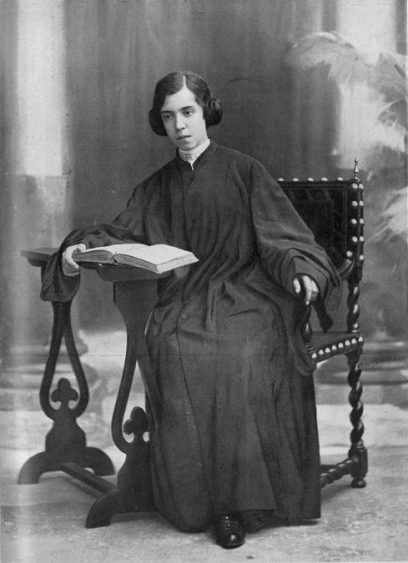
Regina Quintanilha in Gerichtsrobe, 1910er Jahre

Regina da Glória Pinto de Magalhães Quintanilha de Sousa e Vasconcelos (* 9. Mai 1893 in Santa Maria, Bragança; † 19. März 1967 in Lissabon) war eine portugiesische Anwältin und Frauenrechtlerin, die neben Maria da Ascensão de Sousa Sampaio als eine der ersten Frauen einen Abschluss in Rechtswissenschaften an der Universität Coimbra machte. Sie war die erste weibliche Anwältin, Staatsanwältin und Grundbuchbeamtin, die in Portugal praktizierte.

## Leben
Quintanilha wurde in der Pfarrei Santa Maria in Bragança als Tochter von Francisco António Fernandes und Josefa Ernestina Pinto de Magalhães geboren, die beide aus wohlhabenden und angesehenen Familien des Bürgertums und Kleinadels von Trás-os-Montes stammten. Mütterlicherseits war Quintanilha eine Nachkommin des Seefahrers Fernão de Magalhães und der Adelsfamilien aus dem Hause Sabrosa, väterlicherseits stammte sie von Landbesitzern aus der gleichnamigen Stadt Quintanilha. Obwohl Quintanilha nicht der Familienname de Vaters war, beschloss sie sich einfach Regina Quintanilha zu nennen. 
Während ihrer Kindheit und Jugend erhielt Quintanilha eine für die damalige Zeit sehr privilegierte Ausbildung, vor allem im Vergleich zu dem, was in der portugiesischen Gesellschaft Ende des 19. und Anfang des 20. Jahrhunderts für Frauen üblich war. Sie besuchte zunächst zu Hause die Schule, unterrichtet von ihrer Mutter, die Schriftstellerin, Dichterin und Grundschullehrerin war, und studierte später am Franziskanerkolleg und am Gymnasium von Bragança, wo sie sich in Musik auszeichnete und Schülerin des Pianisten, Komponisten und Dirigenten José Vianna da Motta war. Im Alter von 16 Jahren ließ sie sich als Sechzehnjährige in Porto nieder und besuchte das Colégio de Nossa Senhora da Conceição und das Liceu Rodrigues Ferreira, wo sie die sechste und siebte Klasse der Sekundarstufe absolvierte.
Am 6. September 1910 schrieb sich Quintanilha im Alter von 17 Jahren an der juristischen Fakultät der Universität Coimbra ein. Ihr Fall musste vom Universitätsrat geprüft werden, der entschied, ihr die Zulassung zu erteilen. So wurde sie eine der ersten weiblichen Studenten an portugiesischen Hochschulen. Sie war Kommilitonin von António de Oliveira Salazar und Manuel Gonçalves Cerejeira und besuchte gleichzeitig mehrere Kurse an der damals neu gegründeten Fakultät für Literatur der Universität Coimbra sowie einige Kurse an der Escola Secundária Avelar Brotero, vor allem in Chemie und Physik.
Sie schloss das Studium mit vorbildlichen Noten in drei Jahren ab, und 1913, im Alter von nur 20 Jahren, wurde sie eingeladen, den Posten der Direktorin des neu gegründeten Mädchengymnasiums von Coimbra (Liceu Feminino de Coimbra) zu übernehmen. Quintanilha lehnte das Angebot ab, weil sie eine juristische Laufbahn anstrebte, was aber nach dem portugiesischen Zivilgesetzbuch von 1867 für Frauen verboten war. Um ihren Traum zu verwirklichen, wandte sie an den Obersten Gerichtshof, um ihren Fall prüfen zu lassen.
Am 14. November 1913 erhielt Quintanilha vom Präsidenten des Obersten Gerichtshofs die Erlaubnis, als Anwältin zu praktizieren. Am selben Tag debütierte sie in der Anwaltsrobe am Tribunal da Boa-Hora in Lissabon und war damit die erste Anwältin Portugals. Über dieses Ereignis wurde in mehreren Zeitschriften des Landes berichtet, so in den Zeitungen A Luta, Diário de Notícias, O Século und A República, in den Zeitschriften Ilustração Portuguesa und O Ocidente sowie in mehreren Organen der portugiesischen feministischen Presse wie A Madrugada, dem Organ der Liga Republicana das Mulheres Portuguesas.
1917 heiratete sie Vicente Ribeiro Leite de Sousa e Vasconcelos, der damals Richter und Jahre später Berater am Obersten Gerichtshof war. Aus der Ehe gingen zwei Kinder hervor: Maria Regina Quintanilha de Sousa e Vasconcelos, eine Pianistin und Direktorin des Centro di Cultura Musicale in Neapel, und Vicente Fernando Quintanilha de Sousa e Vasconcelos.
Ein Jahr später, 1918, wurde unter der Präsidentschaft von Sidónio Pais die portugiesische Gesetzgebung mit dem Dekret Nr. 4676 derart geändert, dass den Frauen die Ausübung von Berufen im öffentlichen Dienst möglich wurde, sie aber gleichzeitig von leitenden Positionen ausgeschlossen und ihnen das Wahlrecht weiterhin vorenthalten wurden. Quintanilha begann kurz darauf als Staatsanwältin und Grundbuchbeamtin zu arbeiten und war damit wiederum die erste Frau, die diese Tätigkeiten nicht nur in Portugal, sondern auf der gesamten Iberischen Halbinsel ausübte. Im gleichen Zeitraum begann sie auch, als Notarin zu arbeiten und war damit nach Aurora Teixeira de Castro die zweite Frau, die diese Funktion in Portugal ausübte. 
Quintanilha trat Ende der 1910er Jahre dem Conselho Nacional das Mulheres Portuguesa bei, dessen Vorsitz damals die Ärztin Adelaide Cabete innehatte. Quintanilha war dort Präsidentin der Generalversammlung (1917–1919), Vorsitzende der Sektionen für Emigration, Außenvertretung sowie Gesetzgebung. Sie hielt auf dem ersten Congresso Feminista e de Educação 1924 in Lissabon eine Rede zum Thema Reivindicações Políticas da Mulher Portuguesa, außerdem schrieb sie mehrere Artikel im offiziellen Bulletin des Conselho Nacional das Mulheres Portuguesa, zum Beispiel As Leis e A Mulher, in denen sie konservative Mentalitäten und Gesetze kritisierte, die nicht an die Zeit angepasst waren und die Rechtsfähigkeit der Frauen einschränkten.
Quintanilha reiste auf Einladung des Justizministers João Catanho de Meneses nach Brasilien, wo sie einer portugiesischen diplomatischen Delegation angehörte, die an Reformen des brasilianischen Rechts mitwirken sollte. Sie blieb fünf Jahre lang im Land und eröffnete ein Büro in Rio de Janeiro, später reiste sie nach New York in den Vereinigten Staaten, wo sie ebenfalls eine Anwaltskanzlei betrieb. 
Während des Estado Novo kehrte sie nach Lissabon zurück, wo sie sich der Organisation Obra das Mães pela Educação Nacional anschloss, sich mit ihrer Familie in einem von dem Architekten Raul Rodrigues Lima entworfenen Haus in der Rua Sidónio Pais niederließ, das 1943 mit dem Prémio Valmor de Arquitetura ausgezeichnet wurde, und als Anwältin für verschiedene französische Unternehmen in Portugal tätig war. 1957 stellte sie ihre Tätigkeit ein und gab auch ihre Mitgliedschaft in der portugiesischen Anwaltskammer auf.
Sie starb 1967 im Alter von 73 Jahren in Lissabon und ist auf dem Cemitério do Alto de São João beerdigt.

## Nachleben
Noch Quintanilhas Lebzeiten, im Jahr 1941, wurde von Frauen des Conselho Nacional das Mulheres Portuguesas in der Sociedade Nacional de Belas Artes einen Festakt zu ihren veranstaltet. Zu diesem Anlass wurde ein Buch mit Texten herausgegeben, die ihr von Dutzenden von Persönlichkeiten aus den verschiedensten Bereichen der damaligen portugiesischen Gesellschaft gewidmet wurden, darunter auch vom Präsidenten der Republik, General António Óscar de Fragoso Carmona.
1992 schenkten Quintanilhas Nachkommen der portugiesischen Anwaltskammer das sogenannte „Goldene Buch“ zu Quintanilha, in dem ihre bahnbrechende Karriere gewürdigt wird und das reichhaltig illustriert ist. Das Werk ist in der Sammlung der Bibliothek der Anwaltskammer ausgestellt.
Im Jahr 2017 wurde anlässlich des Internationalen Frauentags der Saal des Generalrats der portugiesischen Anwaltskammer nach ihr benannt.
Ebenfalls wurden nach ihr in einigen portugiesischen Gemeinden Straßen benannt, darunter in Tavira und Montijo.